# Vùng liên bang Phía Nam

Vùng liên bang phía nam (tiếng Nga: Ю́жный федера́льный о́круг, Yuzhny federalny okrug) là một trong 8 vùng liên bang của Nga. Dân số vùng là 22,907,141 người (57% dân thành thị) với diện tích 589,200 km². Ngày 19 tháng 1 năm 2010, vùng liên bang này được chia làm đôi, phần phía nam trở thành Vùng liên bang Bắc Kavkaz.
Vùng liên bang phía nam từng được gọi là Vùng liên bang Bắc Kavkaz khi được thành lập tháng 5 năm 2000 nhưng sau đó được đổi tên vì lý do chính trị.

## Các chủ thể liên bang
| Southern Federal District (prior to 2010 split) | Southern Federal District (prior to 2010 split) | Southern Federal District (prior to 2010 split) | Southern Federal District (prior to 2010 split) |
| #                                               | Cờ                                              | Chủ thể liên bang                               | Thủ phủ/Trung tâm hành chính                    |
| ----------------------------------------------- | ----------------------------------------------- | ----------------------------------------------- | ----------------------------------------------- |
| 1                                               |                                                 | Cộng hòa Adygea                                 | Maykop                                          |
| 2                                               |                                                 | Tỉnh Astrakhan                                  | Astrakhan                                       |
| 3                                               |                                                 | Tỉnh Volgograd                                  | Volgograd                                       |
| 4                                               |                                                 | Cộng hòa Kalmykia                               | Elista                                          |
| 5                                               |                                                 | Vùng Krasnodar                                  | Krasnodar                                       |
| 6                                               |                                                 | Cộng hòa Krym                                   | Simferopol                                      |
| 7                                               |                                                 | Tỉnh Rostov                                     | Rostov trên sông Đông                           |
| 8                                               |                                                 | Sevastopol                                      | Sevastopol                                      |

## Liên kết
- Official site: Federal Cadaster Center of Russia — Administrative maps of Russia (legends in Russian) Lưu trữ ngày 2 tháng 4 năm 2004 tại Wayback Machine
- https://web.archive.org/web/20040404184031/http://baikaland.tripod.com/russia/yufo.html
- Southern Federal District Lưu trữ ngày 14 tháng 5 năm 2011 tại Wayback Machine
- News and events of Russian South Lưu trữ ngày 16 tháng 10 năm 2007 tại Wayback Machine